# ウィル・フリント
ウィリアム・アーサー・フリント（William Arthur Flynt, 1967年11月23日 - ）は、アメリカ合衆国カリフォルニア州エスコンディード出身の元プロ野球選手（投手）。台湾球界での登録名は、威爾。

## 来歴・人物

### 現役時代
フォートヘイズ州立大学を経て、1991年にシアトル・マリナーズと契約。しかし、メジャー昇格はなく、1993年のシーズン途中から1994年までは台湾・中華職業棒球大聯盟の俊国ベアーズでプレーし、1994年には最多奪三振のタイトルを獲得した。
その後、アメリカに戻り、1995年と1996年の2年間はマイナーリーグでプレーした。
1997年に台湾球界に復帰し、兄弟エレファンツに入団。1998年は1試合のみの登板でシーズン途中に退団し、アメリカの独立リーグであるウエスタン・ベースボール・リーグのベンド・バンディッツでプレー。1999年は同リーグ内のトライシティ・ポッセでプレーし、2000年はアトランティックリーグのナシュア・プライドとメキシカンリーグでプレーした。
2001年、投手力強化のために大阪近鉄バファローズに入団したものの、登板1試合、投球回数はわずか1/3とまったくの期待はずれに終わり、シーズン途中の6月15日に自由契約公示された。皮肉にも、この年の近鉄はフリントと入れ替わるように途中入団した投手のショーン・バーグマンとジェレミー・パウエルの活躍により、12年ぶりのリーグ優勝を果たしている。近鉄退団後はメキシカンリーグに復帰した。
2002年はメキシカンリーグとウエスタン・ベースボール・リーグのソラノ・スティールヘッズでプレーした。2003年を最後に引退した。

### 現役引退後
2005年、フロンティアリーグのフローレンス・フリーダムの投手コーチ、2006年にはウィンディシティ・サンダーボルツの投手コーチを務めた。
2019年からは大学野球サマーリーグのノースウッズリーグのチームで指導者を務めている。

## 選手としての特徴
140㌔台のストレート、スライダー、チェンジアップ、フォークと多彩な球種を誇る。

## 詳細情報

### 年度別投手成績
| 年 度     | 球 団     | 登 板 | 先 発 | 完 投 | 完 封 | 無 四 球 | 勝 利 | 敗 戦 | セ 丨 ブ | ホ 丨 ル ド | 勝 率 | 打 者 | 投 球 回 | 被 安 打 | 被 本 塁 打 | 与 四 球 | 敬 遠 | 与 死 球 | 奪 三 振 | 暴 投 | ボ 丨 ク | 失 点 | 自 責 点 | 防 御 率 | W H I P |
| --------- | --------- | ----- | ----- | ----- | ----- | -------- | ----- | ----- | -------- | ----------- | ----- | ----- | -------- | -------- | ----------- | -------- | ----- | -------- | -------- | ----- | -------- | ----- | -------- | -------- | ------- |
| 1993      | 俊国      | 11    | 10    | 2     | 1     | 0        | 3     | 5     | 0        | 0           | .375  | 292   | 67.0     | 57       | 2           | 45       | 2     | 2        | 51       | 6     | 2        | 24    | 21       | 2.82     | 1.52    |
| 1994      | 俊国      | 36    | 28    | 16    | 2     | 0        | 11    | 13    | 3        | 0           | .458  | 960   | 231.1    | 216      | 12          | 70       | 0     | 4        | 200      | 16    | 0        | 107   | 82       | 3.19     | 1.24    |
| 1997      | 兄弟      | 29    | 24    | 7     | 0     | 1        | 11    | 9     | 0        | 0           | .550  | 721   | 169.0    | 168      | 13          | 63       | 4     | 0        | 144      | 18    | 0        | 85    | 73       | 3.89     | 1.37    |
| 1998      | 兄弟      | 1     | 1     | 0     | 0     | 0        | 0     | 1     | 0        | 0           | .000  | 16    | 4.0      | 4        | 0           | 2        | 0     | 0        | 0        | 0     | 0        | 2     | 2        | 4.50     | 1.50    |
| 2001      | 近鉄      | 1     | 0     | 0     | 0     | 0        | 0     | 0     | 0        | --          | ----  | 4     | 0.1      | 2        | 0           | 1        | 1     | 0        | 0        | 0     | 0        | 1     | 1        | 27.00    | 9.00    |
| CPBL：4年 | CPBL：4年 | 77    | 63    | 25    | 3     | 1        | 25    | 28    | 3        | 0           | .472  | 1989  | 471.1    | 445      | 27          | 180      | 6     | 6        | 395      | 40    | 2        | 218   | 178      | 3.40     | 1.33    |
| NPB：1年  | NPB：1年  | 1     | 0     | 0     | 0     | 0        | 0     | 0     | 0        | --          | ----  | 4     | 0.1      | 2        | 0           | 1        | 1     | 0        | 0        | 0     | 0        | 1     | 1        | 27.00    | 9.00    |

### タイトル
CPBL
- 最多奪三振：1回 （1994年）

### 記録
NPB
- 初登板：2001年4月3日、対千葉ロッテマリーンズ2回戦（大阪ドーム）、8回表2死に5番手で救援登板、1/3回1失点

### 背番号
- 27 （1993年 - 1994年）
- 21 （1997年）
- 34 （1998年）
- 51 （2001年）